# Cyrnaonyx
Cyrnaonyx is een geslacht van uitgestorven otters, dat leefde in het Pleistoceen. De enige soort is Cyrnaonyx antiquus.

## Beschrijving
Deze 1,5 meter lange otter had vrij korte ledematen, een korte snuit en sterke kiezen. Vergeleken met de gewone otter, Lutra, waren de scheurkiezen breder en duiden een ander dieet aan. De soort werd oorspronkelijk beschreven op grond van bovenkaakskiezen van Corsica en onderkaken uit de Pyreneeën, die later van verschillende soorten bleken te zijn. Dat werd duidelijk toen in Engeland een schedel werd gevonden. Het Corsicaanse materiaal werd in een ander geslacht en soort, Algarolutra majori, geplaatst (Malatesta en Willemsen, 1986).

## Leefwijze
Cyrnaonyx leefde in de buurt van het water, waar het zich voedde met vissen, ongewervelde waterdieren, kleine zoogdieren en watervogels.

## Vondsten
Van dit dier werden resten gevonden in Europa (Groot-Brittannië, Pyreneeën, Italië, Nederland).